# Automolis rubribasa
Automolis rubribasa là một loài bướm đêm thuộc phân họ Arctiinae, họ Erebidae.